# Еріх Кваде
Еріх Генріх Гартвіг Кваде (нім. Erich Heinrich Hartwig Quade; 12 травня 1883, Геркен — 8 вересня 1959, Геттінген) — німецький військово-повітряний діяч, генерал авіації.

## Біографія
19 вересня 1903 року вступив в 5-й гренадерський полк. 20 липня 1912 року переведений в 168-й піхотний полк. Учасник Першої світової війни, батальйонний ад'ютант 16-го резервного піхотного полку. 28 серпня 1914 року важко поранений і тільки 1 лютого 1915 року зміг повернутися до своїх обов'язків. З 1 квітня 1915 року — ад'ютант авіабази в Дармштадті. З 1 серпня 1915 року — льотчик 66-го, з 15 вересня 1915 року — польового авіазагону «Гайдер», з 10 грудня 1915 року — 54-го авіазагону. У квітні 1916 року призначений командиром 54-го, в жовтні 1917 року — 260-го польового авіазагону. З квітня 1918 року — начальник училища льотчиків-спостерігачів в Торні. З грудня 1918 року — командир 9-ї авіаційної ескадрильї у складі прикордонної охорони «Схід», з 1 квітня 1920 року — інструктор льотної підготовки в піхотному училищі в Мюнхені. З 1 лютого 1925 року — командир роти 2-го піхотного полку. 1 жовтня 1926 року переведений в штаб командування 2-ї групи сухопутних військ. 30 вересня 1927 року офіційно звільнений у відставку і направлений на навчання в секретну авіашколу в Липецьку. Після повернення до Німеччини 1 травня 1929 року відновлений на службі. З 1 серпня 1929 по 31 березня 1933 року — командир батальйону 2-го піхотного полку. 14 грудня 1933 року прийнятий в люфтваффе і призначений офіцером для особливих доручень в Імперському міністерстві авіації. З 25 листопада 1934 року — інструктор з тактики в Академії люфтваффе. 1 лютого 1938 року призначений начальником вищого льотного училища в Берліні. 31 березня 1939 року вийшов у відставку, але після початку Другої світової війни призваний в люфтваффе. З 1 січня 1942 року — радіокоментатор з питань авіації в відділі пропаганди Верховного командування вермахту. 31 жовтня 1944 року вийшов у відставку. 25 липня 1945 року заарештований в Берліні органами контррозвідки СМЕРШ. Утримувався в різних таборах і в Бутирській в'язниці. 22 червня 1950 року засуджений військовим трибуналом військ МВС Московського округу до 25 років таборів. 28 вересня 1953 року переданий владі ФРН і звільнений.

## Звання
- Фанен-юнкер (19 вересня 1903)
- Фенріх (24 квітня 1904)
- Лейтенант (27 січня 1905)
- Оберлейтенант (27 січня 1914)
- Гауптман (18 квітня 1915)
- Майор (2 січня 1926)
- Оберстлейтенант (1 квітня 1930)
- Оберст (1 лютого 1933)
- Генерал-майор (1 квітня 1936)
- Генерал-лейтенант (1 березня 1938)
- Генерал авіації запасу (31 березня 1939)
- Генерал авіації (1 вересня 1940)

## Нагороди
- Залізний хрест 2-го і 1-го класу
- Медаль «За відвагу» (Гессен)
- Нагрудний знак пілота-спостерігача (Пруссія)
- Орден «За заслуги» (Баварія) 4-го класу з мечами
- Нагрудний знак польового пілота (Австро-Угорщина)
- Хрест «За військові заслуги» (Австро-Угорщина) 3-го класу з військовою відзнакою
- Нагрудний знак «За поранення» в чорному
- Почесний хрест ветерана війни з мечами
- Нагрудний знак спостерігача
- Медаль «За вислугу років у Вермахті» 4-го, 3-го, 2-го і 1-го класу (25 років)
- Іспанський хрест в бронзі
- Хрест Воєнних заслуг 2-го класу з мечами